# Hitori

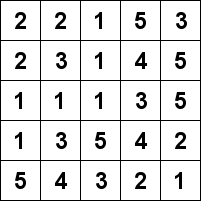
Beispiel eines Hitori

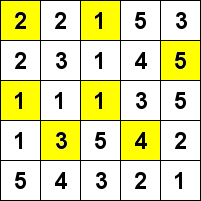
Zugehörige Lösung

Hitori (japanisch ひとりにしてくれ Hitori ni shite kure, deutsch ‚lass mich allein‘) ist ein Rätsel des japanischen Verlages Nikoli. Es erschien erstmals in Puzzle Communication Nikoli 29 (März 1990). Das Rätsel ist auch unter dem Namen Federstrich bekannt.

## Regeln
Hitori wird auf einem quadratischen Gitter gespielt. Alle Quadrate enthalten Zahlen. Ziel ist es, Quadrate mit „falschen“ Zahlen zu identifizieren und farbig zu markieren oder anderweitig hervorzuheben, bis folgende Eigenschaften erfüllt sind:
- In jeder Zeile und in jeder Spalte kommt jede Zahl nur einmal nichthervorgehoben vor.
- Die hervorgehobenen Quadrate dürfen nicht an einer Kante aneinandergrenzen.
- Die weißbleibenden Quadrate müssen über Kanten miteinander zusammenhängen.

Normalerweise wird die Lösung durch die vorgegebenen Zahlen eindeutig festgelegt.

## Lösungsmethoden
|  | Zur Lösung eines Hitori versucht man nach und nach immer mehr Zahlen hervorzuheben, bis man eine Lösung erhält, die die obigen Regeln erfüllt. |
|  | Enthält das Hitori beispielsweise eine Reihe von drei gleichen Zahlen, so müssen beide Enden hervorgehoben werden. |
|  | Ein Quadrat zwischen zwei gleichen Zahlen muss stets weiß bleiben. Befindet sich eine Zahl sogar zwischen drei gleichen Zahlen, so muss das Ende, das nur eine Zahl enthält, hervorgehoben werden. |
|  | Aufgrund der Tatsache, dass hervorgehobene Quadrate nicht horizontal oder vertikal angrenzen dürfen, sind die Nachbarn eines hervorgehobenen Quadrates stets weiß. Es kann deshalb auch hilfreich sein, die Felder, die weiß bleiben müssen, in einer anderen Weise zu markieren, z. B. indem man die entsprechenden Zahlen einkreist. |
|  | Da die weißen Quadrate alle zusammenhängen müssen, dürfen keine Felder markiert werden, die dies verhindern. |
|  | Durch logische Überlegungen lassen sich so noch viele weitere Lösungsstrategien finden, durch die man schließlich die gesuchte Lösung erhält. |